# Leander Scholz

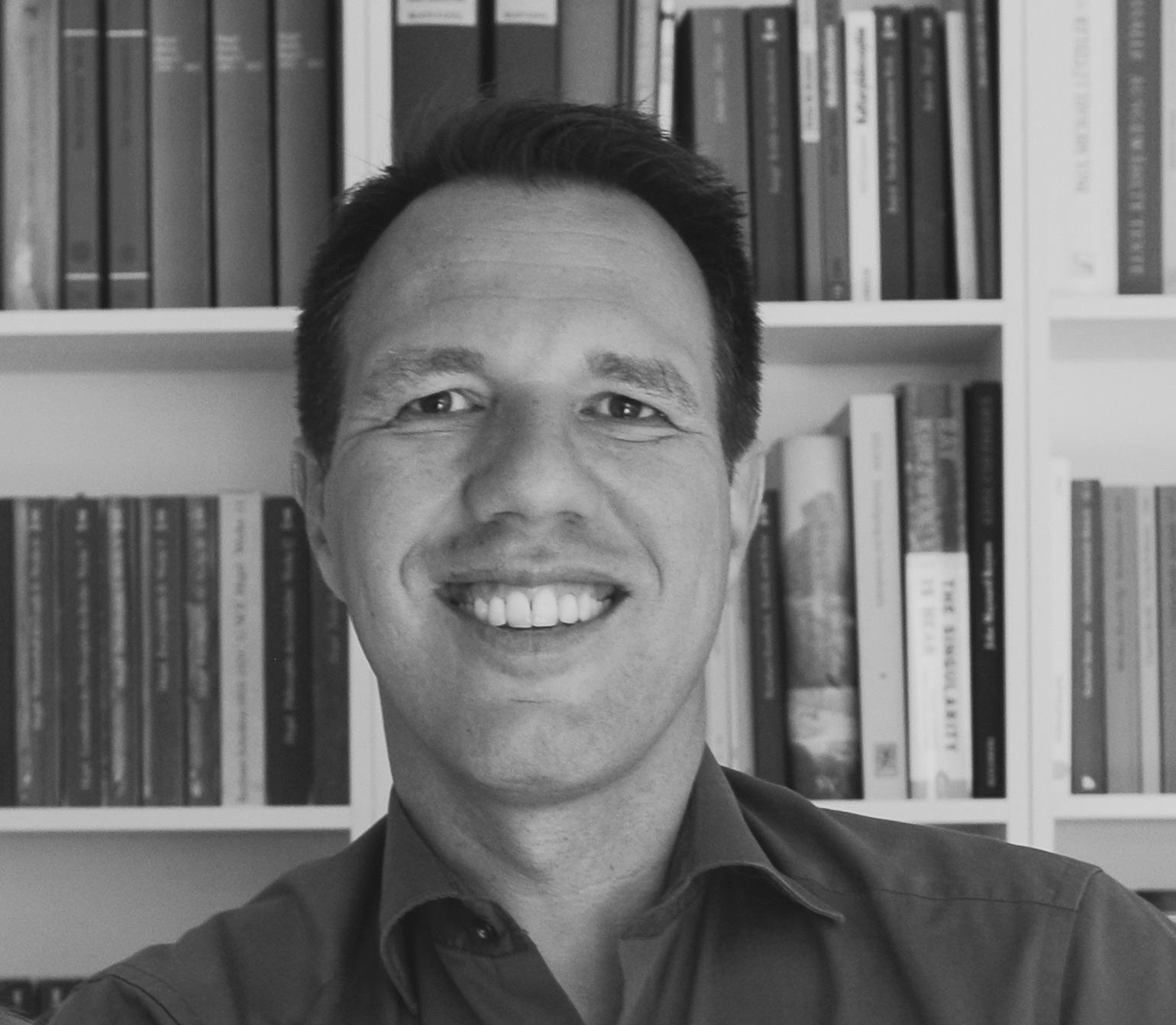
Leander Scholz

Leander Scholz (* 16. April 1969 in Aachen) ist ein deutscher Philosoph und Schriftsteller.

## Leben
Scholz studierte Philosophie, Kunstgeschichte und Germanistik an der Rheinischen Friedrich-Wilhelms-Universität Bonn, der Ruhr-Universität Bochum, der Université de Paris-Sorbonne und an der Kunsthochschule für Medien in Köln. Für seine Promotion über politische Klugheitslehren erhielt er den Bonner Universitätspreis.
Scholz hat mehrere Romane veröffentlicht, ist Mitbegründer des Tropen Verlags, freier Mitarbeiter des Deutschlandradios und des Südwestrundfunks sowie Gründungsmitglied des Magazins ARTIC.
Von 1999 bis 2008 war er Wissenschaftlicher Mitarbeiter am Forschungskolleg Medien und kulturelle Kommunikation der Universität zu Köln. Von 2008 bis 2020 war er Wissenschaftlicher Mitarbeiter am Internationalen Kolleg für Kulturtechnikforschung und Medienphilosophie der Bauhaus-Universität Weimar und Redakteur der Zeitschrift für Medien- und Kulturforschung. 2012 wurde er mit einer Arbeit zum Tod der Gemeinschaft an der Bauhaus-Universität Weimar habilitiert.
Von 2021 bis 2023 war Scholz als Research Fellow am Leibniz-Zentrum für Literatur- und Kulturforschung in Berlin tätig. Zu seinen Forschungsgebieten gehören Kultur- und Medienphilosophie, Politische Philosophie, Politische Ökologie, Identitätspolitik und Thanatologie. Er schreibt unter anderem für Die Welt und die Neue Zürcher Zeitung.
Scholz ist mit der Journalistin und promovierten Literaturwissenschaftlerin Nadja Scholz, geb. Wick, verheiratet. Das Ehepaar hat zwei Kinder. Die Familie lebt in Berlin.

## Auszeichnungen
- 1998: Rolf-Dieter-Brinkmann-Stipendium der Stadt Köln
- 1999:	Aufenthaltsstipendium des Berliner Senats im Literarischen Colloquium Berlin
- 2001: Literaturpreis der Bonner Lese- und Erholungs-Gesellschaft von 1787[1] Abgerufen am 9. April 2022.
- 2003:	Aufenthaltsstipendium für Schriftsteller der Kulturstiftung der Bundesländer an der Villa Decius, Krakau
- 2004: Arbeitsstipendium des Ministeriums für Städtebau und Wohnen, Kultur und Sport des Landes Nordrhein-Westfalen
- 2005: Aufenthaltsstipendium des Niedersächsischen Ministeriums für Wissenschaft und Kultur auf dem Künstlerhof Schreyahn, Wendland

## Veröffentlichungen

### Monografien
- Zusammenhalt in Vielfalt. Zur Politik der sozialen Sichtbarkeit. Friedrich-Ebert-Stiftung, Bonn 2023, ISBN 978-3-98628-407-7.
- Die Regierung der Natur. Ökologie und politische Ordnung. Matthes & Seitz, Berlin 2022, ISBN 978-3-94136-096-9.
- Die Menge der Menschen. Eine Figur der politischen Ökologie. Kadmos, Berlin 2019, ISBN 978-3-86599-417-2.
- Zusammenleben. Über Kinder und Politik. Hanser Berlin, Berlin 2018, ISBN 978-3-446-26045-0.[2]
- Der Tod der Gemeinschaft. Ein Topos der politischen Philosophie. (= Deutsche Zeitschrift für Philosophie, Sonderband 33). De Gruyter Akademie Forschung, Berlin 2012, ISBN 978-3-05-005195-6.
- Das Archiv der Klugheit. Strategien des Wissens um 1700. (= Communicatio, Bd. 30). Niemmeyer, Tübingen 2002, ISBN 978-3-484-63030-7.

### Prosa
- Fünfzehn falsche Sekunden. Roman. Hanser, München 2005,  ISBN 978-3-446-20596-3.
- Windbraut. Roman. dtv, München 2002, ISBN 978-3-423-24298-1.
- Rosenfest. Roman. Hanser, München 2001, ISBN 978-3-446-19982-8.[3]
- Zwei gegen einen. Prosa. Tropen, Köln 1997, ISBN 978-3-932170-13-3.
- Jungfernpergament. Roman. Bilger, Zürich 1995, ISBN 978-3-908010-16-6.

### Herausgeberschaften
- zusammen mit Harun Maye: Ernst Kapp und die Anthropologie der Medien. Kadmos, Berlin 2019, ISBN 978-3-86599-380-9.
- Ernst Kapp: Grundlinien einer Philosophie der Technik. Zur Entstehungsgeschichte der Kultur aus neuen Gesichtspunkten. (1877). (= Philosophische Bibliothek 675). Herausgegeben und mit einer Einleitung versehen von Harun Maye und Leander Scholz. Meiner, Hamburg 2015, ISBN 978-3-7873-2762-1.
- zusammen mit Harun Maye: Einführung in die Kulturwissenschaft. W. Fink UTB, München 2011, ISBN 978-3-825-23176-7.
- zusammen mit Friedrich Balke und Harun Maye: Ästhetische Regime um 1800. (= Mediologie, Bd. 21). Mit einem Beitrag von Jacques Rancière. Wilhelm Fink, Paderborn 2009, ISBN 978-3-7705-4743-2.
- zusammen mit Petra Löffler: Das Gesicht ist eine starke Organisation. Gilles Deleuze und die Politik der Wahrnehmung. (= Mediologie, Bd. 10). DuMont, Köln 2004, ISBN 978-3-8321-7872-7.
- zusammen mit Albert Kümmel und Eckhard Schumacher: Einführung in die Geschichte der Medien. Wilhelm Fink (UTB), Paderborn 2004, ISBN 978-3-8252-2488-2.
- zusammen mit Hedwig Pompe: Archivprozesse. Die Kommunikation der Aufbewahrung. (= Mediologie, Bd. 5). DuMont, Köln 2002, ISBN 978-3-8321-6005-0.
- zusammen mit Michael Zöllner: Die Akte Ex. Abrechnung mit der Liebe von gestern. Rowohlt, Reinbek bei Hamburg 2000, ISBN 978-3-499-22669-4.
- zusammen mit Michael Zöllner: Nummer 8. Zeitschrift für theoretisches Fernsehen. Krimi. Tropen, Köln 1999, ISBN 978-3-932170-28-7.
- zusammen mit Michael Zöllner: Nummer 7. Zeitschrift für theoretisches Fernsehen. Tropen, Köln 1998, ISBN 3-932170-23-7.
- zusammen mit Andreas Drewer, David Link und Katrin Pahl: ARTIC. Texte aus der fröhlichen Wissenschaft. Zeitschrift für Kunst, Literatur und Philosophie. Heusch, Bonn  Nr. 1, 1993 bis Nr. 4, 1995.[4] Abgerufen am 8. April 2022.